# Ethiopische ransuil
De Ethiopische ransuil (Asio abyssinicus) is een uil uit de familie van de (typische) uilen Strigidae. De uilen uit het geslacht Asio hebben veertjes op de kop die lijken op de oren bij zoogdieren.

## Verspreiding en leefgebied
Deze soort komt voor in oostelijk Afrika en telt twee ondersoorten:
- A. a. abyssinicus: Eritrea en Ethiopië.
- A. a. graueri: van centraal Kenia tot oostelijk Congo-Kinshasa.